# Ophiulus chilopogon
Ophiulus chilopogon är en mångfotingart som först beskrevs av Berlese 1886.  Ophiulus chilopogon ingår i släktet Ophiulus och familjen kejsardubbelfotingar. Inga underarter finns listade i Catalogue of Life.